# Lancer du poids masculin aux championnats du monde d'athlétisme en salle 2016
Pour un article plus général, voir Championnats du monde d'athlétisme en salle 2016.
Navigation
2014 2018
Le  concours du lancer du poids masculin des Championnats du monde en salle 2016 s'est déroulé le 18 mars 2016 à Portland, aux États-Unis.

## Faits marquants
Après un premier tour mené par le Roumain Andrei Gag avec un lancer à 20,89 m, qui lui permettra d'obtenir la médaille d'argent, le Néo-zélandais Tomas Walsh prend la tête avec 21,60 m, un record d'Océanie. Il améliore cette marque aux 4e et 6e essai avec respectivement 21,64 m et 21,78 m. Le Croate Filip Mihaljević complète le podium grâce à un dernier lancer à 20,87 m. Parmi les lanceurs éliminés après trois essais figurent Kurt Roberts, Michal Haratyk et Tomáš Stanek, qui possédaient tous une meilleure performance de la saison supérieure à 21 m. Parmi les nouveautés du règlement, seuls 4 athlètes avaient droit à un sixième essai.

## Meilleures performances mondiales en 2016
Les meilleures performances mondiales en salle en 2016 avant les Championnats du monde en salle sont :
|   | Athlète        | Pays       | Marque  | Lieu               | Date            |
| - | -------------- | ---------- | ------- | ------------------ | --------------- |
| 1 | Ryan Crouser   | États-Unis | 21,73 m | Ames               | 27 février 2016 |
| 2 | Kurt Roberts   | États-Unis | 21,57 m | Boston             | 14 février 2016 |
| 3 | Michal Haratyk | Pologne    | 21,35 m | Lodz               | 5 février 2016  |
| 4 | Tim Nedow      | Canada     | 21,33 m | Stockholm          | 17 février 2016 |
| 5 | Tomáš Stanek   | Tchéquie   | 21,30 m | Jablonec nad Nisou | 5 mars 2016     |

## Médaillés
| Or          | Argent     | Bronze           |
| Tomas Walsh | Andrei Gag | Filip Mihaljević |

## Résultats

### Finale
| Rang               | Athlète            | Pays                | Essais | Essais | Essais | Essais | Essais | Essais | Marque | Notes  |
| Rang               | Athlète            | Pays                | 1      | 2      | 3      | 4      | 5      | 6      | Marque | Notes  |
| ------------------ | ------------------ | ------------------- | ------ | ------ | ------ | ------ | ------ | ------ | ------ | ------ |
| Médaille d'or      | Tomas Walsh        | Nouvelle-Zélande    | 20.38  | 21.60  | 21.40  | 21.64  | 21.49  | 21.78  | 21.78  | WL,AIR |
| Médaille d'argent  | Andrei Gag         | Roumanie            | 20.89  | 20.08  | x      | x      | 20.23  | x      | 20.89  | PB     |
| Médaille de bronze | Filip Mihaljević   | Croatie             | 20.64  | 20.06  | 20.42  | 20.49  | 20.87  | x      | 20.87  | PB     |
| 4                  | Konrad Bukowiecki  | Pologne             | x      | 20.53  | x      | 20.43  | x      | 20.42  | 20.53  |        |
| 5                  | Jonathan Jones     | États-Unis          | 18.88  | 20.01  | x      | 20.31  | x      |        | 20.31  |        |
| 6                  | Germán Lauro       | Argentine           | 19.92  | 19.85  | 20.21  | x      | 20.24  |        | 20.24  |        |
| 7                  | Tim Nedow          | Canada              | 19.52  | 20.23  | 19.95  | 20.03  | 19.60  |        | 20.23  |        |
| 8                  | Tobias Dahm        | Allemagne           | 19.4   | 20.22  | x      | 19.42  | 19.06  |        | 20.22  |        |
| 9                  | Jacko Gill         | Nouvelle-Zélande    | 19.49  | x      | 19.93  |        |        |        | 19.93  |        |
| 10                 | Carlos Tobalina    | Espagne             | 19.41  | 19.86  | x      |        |        |        | 19.86  |        |
| 11                 | Borja Vivas        | Espagne             | 19.63  | 19.85  | 19.75  |        |        |        | 19.85  |        |
| 12                 | Stephen Mozia      | Nigeria             | 19.84  | x      | x      |        |        |        | 19.84  |        |
| 13                 | Mostafa Amr Hassan | Égypte              | 19.81  | x      | 19.39  |        |        |        | 19.81  |        |
| 14                 | Michal Haratyk     | Pologne             | 18.90  | 19.48  | 19.35  |        |        |        | 19.48  |        |
| 15                 | Bob Bertemes       | Luxembourg          | 18.63  | 19.48  | x      |        |        |        | 19.48  | SB     |
| 16                 | Tomáš Staněk       | Tchéquie            | x      | 19.46  | x      |        |        |        | 19.46  |        |
| 17                 | Franck Elemba      | République du Congo | x      | 19.24  | 19.34  |        |        |        | 19.34  |        |
| 18                 | Darlan Romani      | Brésil              | 18.50  | x      | x      |        |        |        | 18.50  | NIR    |
| 19                 | Kurt Roberts       | États-Unis          | x      | x      | 17.94  |        |        |        | 17.94  |        |

## Légende
Records et Performances
- AR : Record continental (area record)
- CR : Record des championnats (championship record)
- MR : Record du meeting (meet record)
- NR : Record national (national record)
- OR : Record olympique (olympic record)
- PR : Record paralympique (paralympic record)
- PB : Record personnel (personal best)
- SB : Meilleure performance personnelle de la saison (season's best)
- WL : Meilleure performance mondiale de l'année (world leader)
- WJR : Record du monde junior (world junior record)
- WR : Record du monde (world record)

Circonstances et Conditions
- DNF : N'a pas terminé (did not finish)
- DNS : N'a pas pris le départ (did not start)
- DQ : Disqualification (disqualification)
- NM : Aucun essai valable enregistré (No Mark)
- Q : Qualifié « directement » au prochain tour (ou à la prochaine compétition), lors d'une compétition majeure, grâce au classement ou à la réalisation des minima (automatic qualifier)
- q : Qualifié au prochain tour (ou à la prochaine compétition), lors d'une compétition majeure, grâce au repêchage ou à la réalisation de l'une des meilleures performances parmi celles des « non qualifiés directement » (grâce au meilleur temps ou à la meilleure distance par exemple) (secondary qualifier)